# Norbert Heidemann
Norbert Heidemann (* 10. Dezember 1955) ist ein ehemaliger deutscher Fußballspieler.

## Karriere
Heidemann wechselte zur Saison 1977/78 zum Wuppertaler SV und kam in dieser Saison in einem Spiel in der 2. Bundesliga Nord zum Einsatz. Dies war am letzten Spieltag der 3:2-Heimsieg über die SG Wattenscheid 09, in welchem er in der 46. Minute für Jürgen Berghaus ausgewechselt wurde. In der nächsten Saison kam er ab Oktober 1978 in insgesamt 16 Spielen zum Einsatz. Nach der Saison 1979/80 kamen noch einmal 30 Partien dazu. Nach dem Abstieg der Wuppertaler verließ Heidemann den Verein. Zumindest in der Saison 1986/87 stand er im Kader des TuS Lindlar, welcher zu dieser Zeit in der Oberliga spielt.
Von 2005 bis 2009 war Heidemann Trainer bei der DJK Wipperfeld. Danach war er in der Saison 2012/13 beim TV Herkenrath als Trainer aktiv.